# USS LST-274
O USS LST-274 foi um navio de guerra norte-americano da classe LST que operou durante a Segunda Guerra Mundial.